# Guerra informática
El concepto de guerra informática, guerra digital, guerra cibernética o ciberguerra –en inglés: cyberwarfare– hace referencia al desplazamiento de un conflicto, que toma el ciberespacio y las tecnologías de comunicación e información como campo de operaciones.
Richard Clarke, especialista en seguridad del gobierno estadounidense, define la guerra cibernética como el conjunto de acciones llevadas por un Estado para penetrar en los ordenadores o en las redes de otro país, con la finalidad de causar perjuicio o alteración.
Para la investigadora Gabriela Sandroni, la guerra cibernética se amolda de acuerdo con las características del espacio cibernético, tiene como actores principales los Estados y se caracteriza por sus motivos políticos.
También se podría definir como el conjunto de acciones que se realizan para producir alteraciones en la información y los sistemas del enemigo, a la vez que se protege la información contra los sistemas del atacante.
Es más factible derrotar al enemigo atacando su infraestructura informática, que empleando cualquier otro tipo de ataque físico.[cita requerida] Esta estrategia ha sido empleada en diversas situaciones, ya sea en ofensivas militares de un país contra otro, de un grupo armado en contra del gobierno, o simplemente ataques individuales de uno o varios hackers.

## Armas de la guerra informática
Sus armas son los virus informáticos y programas especiales para anular la seguridad de los sistemas informáticos, y los combatientes son los expertos en informática y telecomunicaciones. Generalmente, los blancos de los ataques son los sistemas financieros, bancarios y militares, aunque se han visto numerosos casos donde se ven afectados los sistemas de comunicación.
Durante los últimos años estos ataques han aumentado considerablemente en número y envergadura. Uno de los ataques más comunes es el envío de gran cantidad de llamadas simultáneas a un servidor, que exceden su capacidad de respuesta y logran paralizarlo; son los llamados ataques de denegación de servicio (DDoS).
Otro tipo de ataque, muy semejante al anterior, es el "envenenamiento de DNS", que penetra en el servidor de los nombres de dominio para llevar al usuario hacia un servidor planeado por el hacker. Por ejemplo, es el caso de un grupo de hackers que desviaron un satélite militar británico, pidiendo por su restauración una gran suma de dinero.
Otra forma de realizar estos ataques es incapacitar el antivirus, dejando desprotegido el sistema; luego se envían gusanos mediante el correo electrónico o a través de archivos compartidos en la red.

## Tipos de guerra
La guerra informática puede presentar una multitud de amenazas hacia una nación. En el nivel más básico, los ciberataques pueden ser usados para apoyar la guerra tradicional. Por ejemplo, manipular el funcionamiento de las defensas aéreas por medios cibernéticos para facilitar un ataque aéreo. Aparte de estas amenazas "duras", la guerra cibernética también puede contribuir a amenazas "blandas" como el espionaje y la propaganda. Eugene Kaspersky, fundador de Kaspersky Lab, equipara las armas cibernéticas a gran escala, como Flame y NetTraveler, que su empresa descubrió, a las armas biológicas, afirmando que en un mundo interconectado, tienen el potencial de ser igualmente destructivas.

### Espionaje

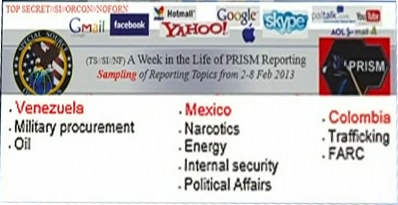
Programa de vigilancia clandestino bajo el cual la NSA recoge datos de usuarios

El espionaje tradicional no es un acto de guerra, ni tampoco el ciberespionaje, y en general se supone que ambos son continuos entre las grandes potencias. A pesar de esta suposición, algunos incidentes pueden causar graves tensiones entre las naciones, y a menudo se describen como "ataques". Por ejemplo: 
- Espionaje masivo de EE. UU. en muchos países, revelado por Edward Snowden
- Después de que se revelara el espionaje de la NSA a la canciller alemana Angela Merkel, la canciller comparó a la NSA con la Stasi.[8]
- La NSA graba casi todas las conversaciones por teléfono celular en las Bahamas, sin el permiso del gobierno de las Bahamas, y programas similares en Kenia, Filipinas, México y Afganistán.[9][10]
- Las sondas "Titan Rain" de los sistemas informáticos de los contratistas de defensa americanos desde 2003.
- La violación de los datos de la Oficina de Gestión de Personal, en los EE. UU., se atribuye ampliamente a China.[11][12]
- La empresa de seguridad Área 1 publicó los detalles de una brecha que comprometió uno de los canales de comunicación diplomática de la Unión Europea durante tres años.[13]

De todos los ciberataques, el 25% de ellos se basan en el espionaje.

### Sabotaje
Las computadoras y los satélites que coordinan otras actividades son componentes vulnerables de un sistema y podrían provocar la interrupción del equipo. El compromiso de los sistemas militares, como los componentes C4ISTAR que son responsables de las órdenes y las comunicaciones, podría llevar a su intercepción o a su sustitución malintencionada. La energía, el agua, el combustible, las comunicaciones y la infraestructura de transporte pueden ser vulnerables a la interrupción. Según Clarke, el ámbito civil también está en riesgo, señalando que las brechas de seguridad ya han ido más allá de los números de tarjetas de crédito robadas, y que los objetivos potenciales también pueden incluir la red de energía eléctrica, los trenes o el mercado de valores.
A mediados de julio de 2010, los expertos en seguridad descubrieron un programa de software malicioso llamado Stuxnet que se había infiltrado en los ordenadores de las fábricas y se había extendido a las plantas de todo el mundo. Se considera "el primer ataque a la infraestructura industrial crítica que se encuentra en la base de las economías modernas", señala The New York Times.

#### Ataque de denegación de servicio
Artículo principal: Ataque de denegación de servicio
En informática, un ataque de denegación de servicio (ataque DoS) o un ataque de denegación de servicio distribuido (ataque DDoS) es un intento de hacer que una máquina o un recurso de red no esté disponible para sus usuarios previstos. Los perpetradores de los ataques DoS normalmente se dirigen a sitios o servicios alojados en servidores web de alto perfil como bancos, pasarelas de pago con tarjeta de crédito e incluso servidores de nombres raíz. Los ataques de denegación de servicio no pueden limitarse a métodos informáticos, ya que los ataques físicos estratégicos contra la infraestructura pueden ser igual de devastadores. Por ejemplo, el corte de los cables de comunicación submarinos puede paralizar gravemente algunas regiones y países en lo que respecta a su capacidad para la guerra de la información.

#### Red de energía eléctrica
El gobierno federal de los Estados Unidos admite que la red de energía eléctrica es susceptible a la guerra cibernética. El Departamento de Seguridad Nacional de los Estados Unidos trabaja con las industrias para identificar las vulnerabilidades y ayudar a las industrias a mejorar la seguridad de las redes de sistemas de control. El gobierno federal también trabaja para asegurar que la seguridad se incorpore a medida que se desarrolla la próxima generación de redes de "redes inteligentes". En abril de 2009, surgieron informes de que China y Rusia se habían infiltrado en la red eléctrica de los Estados Unidos y habían dejado atrás programas de software que podrían utilizarse para interrumpir el sistema, según los actuales y antiguos funcionarios de seguridad nacional. La Corporación Norteamericana de Confiabilidad Eléctrica (NERC) ha emitido un aviso público que advierte que la red eléctrica no está adecuadamente protegida de los ataques cibernéticos. China niega la intrusión en la red eléctrica de EE. UU. Una contramedida sería desconectar la red eléctrica de Internet y hacer funcionar la red sólo con control de velocidad de caída. Los cortes masivos de energía causados por un ataque cibernético podrían perturbar la economía, distraer de un ataque militar simultáneo, o crear un trauma nacional. 
Los hackers iraníes, posiblemente el ciberejército iraní, provocaron un corte masivo de energía durante 12 horas en 44 de las 81 provincias de Turquía, que afectó a 40 millones de personas. Estambul y Ankara fueron algunos de los lugares que sufrieron el apagón.
Howard Schmidt, ex coordinador de seguridad cibernética de los EE. UU., comentó sobre esas posibilidades:
Es posible que los hackers se hayan metido en los sistemas informáticos administrativos de las empresas de servicios públicos pero dice que no están vinculados al equipo que controla la red, al menos no en los países desarrollados. Schmidt nunca ha oído que la red en sí ha sido hackeada.
En junio de 2019, Rusia dijo que su red eléctrica ha sido objeto de un ciberataque por parte de los Estados Unidos. El New York Times informó que los hackers estadounidenses del Comando Cibernético de los Estados Unidos plantaron malware potencialmente capaz de interrumpir la red eléctrica rusa.

### Propaganda
La ciberpropaganda es un esfuerzo por controlar la información en cualquier forma que se adopte, e influir en la opinión pública. Es una forma de guerra psicológica, excepto que utiliza medios sociales, sitios web de noticias falsas y otros medios digitales. En 2018, Sir Nicholas Carter, Jefe del Estado Mayor del Ejército Británico declaró que este tipo de ataque de actores como Rusia "es una forma de guerra del sistema que busca deslegitimar el sistema político y social en el que se basa nuestra fuerza militar".
Jowell y O'Donnell (2006) afirman que "la propaganda es el intento deliberado y sistemático de dar forma a las percepciones, manipular las cogniciones y dirigir el comportamiento para lograr una respuesta que fomente la intención deseada del propagandista" (pág. 7). Internet es un medio de comunicación fenomenal. La gente puede hacer llegar su mensaje a una gran audiencia, y con esto se abre una ventana para el mal. Las organizaciones terroristas pueden usar este medio para lavar el cerebro de la gente. Se ha sugerido que la cobertura mediática restringida de los atentados terroristas disminuiría a su vez el número de atentados terroristas que se producen después (Cowen 2006).

### Perturbación económica
En 2017, los ciberataques de WannaCry y Petya (NotPetya), disfrazados de rescate, causaron trastornos a gran escala en Ucrania, así como en el Servicio Nacional de Salud del Reino Unido, el gigante farmacéutico Merck, la compañía naviera Maersk y otras organizaciones de todo el mundo. Estos ataques también se clasifican como delitos cibernéticos, específicamente delitos financieros porque afectan negativamente a una empresa o grupo.

### Ataque cibernético sorpresa
La idea de un "ciber Pearl Harbor" ha sido debatida por los estudiosos, estableciendo una analogía con el acto histórico de la guerra. Otros han utilizado el "ciber 9/11" para llamar la atención sobre el aspecto no tradicional, asimétrico o irregular de la acción cibernética contra un estado.

## Derecho internacional humanitario
Empezaremos por destacar que los ataques informáticos son posteriores a las convenciones actualmente vigentes; o sea, que no existe regulación o norma alguna en el derecho internacional humanitario que dicte acerca de la guerra informática. No obstante la anterior situación, el derecho humanitario es aplicable cuando los ataques implican el daño a bienes bajo protección o a personas, convirtiéndose dichos ataques en objetos de incumbencia del "jus in bello".
En el caso de los bienes protegidos, son incluidos debido a que un ataque que provocara una descomposición de los sistemas que le aseguran, podría desatar una fuerza destructiva que causaría evidentes daños a la población civil, aunque los ataques informáticos neutralizan tales objetivos de una forma bastante segura; podríamos destacar las centrales de energía nuclear, represas, diques e incluso objetivos militares. También cuentan como bienes protegidos el agua potable, las cosechas, los productos alimenticios y el ganado; o sea, bienes que su carencia causaría hambre a la población, así como daños al medio ambiente.

## Ciberpaz
Además de estudiar la guerra cibernética, los investigadores también han dedicado esfuerzos a comprender cómo la paz puede ser un objetivo para el ciberespacio. Muchos formuladores de políticas han estado desarrollando nuevas reglas para la guerra, con el fin de garantizar la seguridad de todos los involucrados. Estos incluyen educación, centros de seguridad cibernética y más.

## Guerras informáticas
La guerra informática ha marcado varios momentos clave desde finales del siglo XX. Estos casos incluyen ataques contra infraestructuras críticas, espionaje cibernético y demostraciones de fuerza digital, involucrando a actores estatales y no estatales.

### Guerra de Kosovo (1999)
Durante la intervención de los aliados en la Guerra de Kosovo, más de 450 expertos informáticos, al mando del Capitán Dragan, se enfrentaron a los ordenadores militares de los aliados. Este grupo, integrado por voluntarios de diferentes nacionalidades, fue capaz de penetrar en los ordenadores estratégicos de la OTAN, la Casa Blanca y del portaaviones norteamericano Nimitz, sólo como una demostración de fuerza, pues este no era su objetivo principal. Internet sirvió como grupo coordinador de actividades contra la guerra fuera de Yugoslavia.

### 2003: Taiwán
En 2003, Taiwán recibió un posible ataque del que culpó a las autoridades chinas. No hay pruebas pero dejó sin servicio infraestructuras como hospitales, la Bolsa y algunos sistemas de control de tráfico. El supuesto ataque provocó un caos, progresivo y con una aparente organización, que además de un ataque de denegación de servicio (DDoS), incluyó virus y troyanos.

### 2007: Estonia
En 2007, Estonia culpó a las autoridades de Rusia de diversos ataques continuados que afectaron a medios de comunicación, bancos y diversas entidades e instituciones gubernamentales.

### 2008: Georgia
En agosto de 2008, en la guerra entre Rusia, Osetia del Sur, Georgia, se produjeron ciberataques a Georgia por parte de Rusia orientados hacia sitios gubernamentales.

### 2010: Irán
A finales de septiembre de 2010, Irán también registró un ataque a las centrifugadoras del programa de enriquecimiento de uranio -programa nuclear iraní-. El troyano, virus o programa infiltrado recibió el nombre de Stuxnet.

### 2011: Canadá atacada desde China
En enero de 2011, según las autoridades canadienses, los sistemas de contraseñas del ministerio de Finanzas fueron víctimas de un ciberataque procedente de máquinas instaladas en China.

### 2012: Medio Oriente
En mayo de 2012, es descubierto uno de los Malware más dañinos hasta la fecha llamado Flame o sKyWIper, el cual se especula que está diseñado para propósitos de Cyber-espionaje. Entre los países que se ven más afectados están Irán, Israel, Sudán, Siria, Líbano, Arabia Saudí y Egipto.

### 2013: Estados Unidos
El 26 de octubre de 2013 se registraron en total unos 25 intentos de ataque a la red de electricidad hidroeléctrica de la ciudad de Chicago perpetrado por el gobierno de Luxemburgo por el director de la seguridad nacional, Franco Jair Sherer.
Estados Unidos llevó a cabo una acción dirigida por el secretario de defensa Maximiliano Rolando con el objetivo de parar estos intentos de filtración de información. LSS es la organización acusada de realizar estos hackeos.[cita requerida]

## Ciberataques-Ciberactivismo

### 2010: La primera guerrilla informática global: en defensa de WikiLeaks
En respuesta a la filtración de documentos diplomáticos de los Estados Unidos por el portal WikiLeaks, el 28 de noviembre de 2010, diversas autoridades y empresas de Estados Unidos y otros países llevaron a cabo un boicot contra WikiLeaks, sus canales de financiación y su presencia en la red. Entre las acciones tomadas, se destacan el bloqueo del dominio de Internet por parte de EveryDNS, el bloqueo de las cuentas de WikiLeaks y sus donaciones por parte de empresas como Amazon.com, el banco suizo PostFinance, PayPal, Mastercard y Visa. Además, plataformas como Twitter y Facebook eliminaron los perfiles de Anonymous, el grupo visible que defendía a WikiLeaks, que se autodenominó ciberactivista y se distanció de cualquier actividad relacionada con la ciberguerra.
El 6 de diciembre de 2010, el grupo Anonymous lanzó la operación Operation Payback en defensa de WikiLeaks, realizando ciberataques contra PostFinance y PayPal debido al bloqueo de sus cuentas. Un video en YouTube, dirigido al gobierno de Estados Unidos, explicaba que la operación también era una protesta contra las leyes del ACTA, la censura en Internet y el copyright. Aunque WikiLeaks no se posicionó ni a favor ni en contra de los ataques cibernéticos, afirmó que estos reflejaban una parte de la opinión pública.
El 7 de diciembre de 2010, Visa suspendió la capacidad de hacer donaciones o pagos a WikiLeaks. En respuesta, el 8 de diciembre, la empresa islandesa DataCell, encargada de procesar los pagos a WikiLeaks, decidió tomar acciones legales contra Mastercard y Visa, con el fin de reestablecer las donaciones.
El 9 de diciembre de 2010, Twitter canceló la cuenta de uno de los grupos de apoyo a WikiLeaks, Anonymous, y posteriormente Facebook eliminó la página de Operation Payback, la cual organizaba ataques DDoS en defensa de WikiLeaks. Estos hechos fueron interpretados por miembros de Anonymous como parte de una guerra digital para proteger la libertad en internet y los derechos de expresión y neutralidad en la red.
El 10 de diciembre de 2010, Anonymous modificó su estrategia, reduciendo los ataques DDoS y enfocándose en la divulgación de las filtraciones de WikiLeaks.

### 2011 y 2012: La Primera Guerra Informática Mundial: Ley SOPA (Stop Online Piracy Act)
La propuesta de la ley SOPA, presentada por Lamar S. Smith, generó una gran respuesta tanto de empresas como de usuarios, con opositores como Google, Facebook, Twitter, YouTube y Wikipedia.
El 19 de enero de 2012, el FBI cerró oficialmente Megaupload, el mayor gestor de archivos en Internet, lo que provocó una serie de reacciones a nivel mundial. A pesar de que el FBI negó que la acción estuviera directamente relacionada con la ley SOPA, el cierre de Megaupload fue visto por muchos como una medida vinculada a la ley. En respuesta, Anonymous, la organización global de hackers más prominente en ese momento, inició la Operación Blackout, durante la cual declararon la Primera Guerra Informática Mundial, también conocida como World Web War. Esta operación fue motivada por diversos intentos de censura y restricciones de libertad en la red. La acción contra Megaupload marcó un punto de inflexión en lo que algunos consideraron la Primera Gran Guerra Informática.